# Magda Negri
Magda Negri (Novara, 14 dicembre 1949) è una politica italiana.
Si è laureata in lettere e filosofia, entra in politica a diciannove anni. Vive a Torino. Dal 1976 al 1980 è stata responsabile della Commissione femminile del PCI della Federazione di Torino; poi, è stata consigliera provinciale dal 1985 al 1994.
Nel 1994, è eletta, nella XII Legislatura, alla Camera dei deputati. Entra nella direzione nazionale dei Democratici di Sinistra ed è vice-responsabile del Dipartimento Autonomie Locali dello stesso partito.
Nel 2006 viene eletta al Senato come rappresentante dei Democratici di Sinistra nella regione Piemonte. È membro della Commissione Istruzione pubblica, Beni culturali; della Giunta delle elezioni e delle immunità parlamentari; e del Comitato Parlamentare per i procedimenti di accusa. All'inizio della Legislatura entra nel gruppo parlamentare dell'Ulivo; il 18 maggio 2006, cambia gruppo, e entra a far parte del gruppo per le Autonomie.
Nel 2008 s'iscrive all'Associazione Luca Coscioni.